# Jean-Baptiste de Gennes
Jean-Baptiste de Gennes, comte d'Oyac, seigneur de Bourg-Chevreuil, est un officier de marine et administrateur colonial français, gouverneur de Saint-Christophe (Antilles), né à Guérande vers 1656 et mort à Plymouth en août 1705.
Jean-Baptiste de Gennes a été le premier explorateur français du détroit de Magellan. Il a inventé une machine à tisser automatique utilisant des cames présentée à l'Académie royale des sciences en 1677 qui en fait un précurseur de Jacques Vaucanson.

## Biographie

### Origine
Jean-Baptiste de Gennes appartient à la famille de Gennes qui était installée à Gennes-sur-Seiche. La famille s'était divisée en plusieurs branches, en Poitou, en Bretagne et en Anjou. 
Jean-Baptiste de Gennes est le fils de Jean de Gennes, écuyer, seigneur du Boisguy et de Bourg-Chevreuil, était protestant, ainsi que sa mère Anne Naudin. Elle est la fille de Paul Naudin, seigneur du Vieux-Pont, apothicaire à Paris, valet de chambre du roi. Ses deux frères sont morts en bas âge. Tombé dans la misère, il a dû exercer « un art mécanique qui fait une partie nécessaire de la médecine » pour entretenir sa famille. Il était le cousin de François de Farcy, seigneur de Pont-Farcy, maire de Laval

### Vivonne
Il est remarqué par le duc de Vivonne qui l'a tiré de la boutique paternelle, l'a emmené à Messine puis la fait entrer dans la marine royale à Rochefort, en 1673. De Gennes servit avec talent, et, s'étant fait connaître avantageusement de Jean-Baptiste Colbert de Seignelay et de Louis II Phélypeaux de Pontchartrain, il fut chargé par eux de diverses missions dont il s'acquitta avec tant de succès, qu'il fut fait capitaine de vaisseau.
Il est nommé lieutenant de frégate légère en 1680, lieutenant de vaisseau après sa conversion au catholicisme, en 1685. Il a participé à une expédition qui avait pour but de faire un relevé des côtes d'Espagne, en 1686. 

### Les sciences
Il a continué ses études dans l'art mécanique. Il a inventé une horloge « ascendante » sans ressort ni contrepoids. En 1677, il a présenté à l'Académie royale des sciences une machine à tisser ne nécessitant pas d'ouvriers. C'est le premier emploi de cames dans un métier à tisser, mais son métier à tisser n'a jamais fonctionné. Jacques Vaucanson a repris ses idées mais il a substitué aux cames des bielles qui ont permis de simplifier le système primitif. Le Père Labat a vu en 1700, à l'île Saint-Christophe un paon mécanique que le comte de Gennes avit construit.
En 1687, il a obtenu un congé pour travailler à un « machine de la longitude ».

### La Marine
Il participe avec Jean Du Casse (vers 1650-1715) à une expédition le long de la côte du Surinam, en 1689. Une absence injustifiée et un bref voyage en Hollande ont fait naître des soupçons quant à la qualité de sa loyauté et à sa conversion. Cependant, à son retour, il est nommé capitaine de vaisseau, en 1691. Il monte la garde devant l'entrée de la rivière de Rochefort sur le Soleil d'Afrique, vaisseau du 5e rang.
Quelques flibustiers, qui avaient rançonné les Espagnols et séjournés longtemps au Détroit de Magellan, étant revenus en France, proposèrent à de Gennes, capitulation fut signée par cet officier, qui eut dont le caractère aventureux leur était connu, de fonder un établissement dans les parages qu'ils avaient habités. De Gennes, séduit par les rapports de Macerti, l'un d'eux, vint à Paris en 1695 pour proposer d'établir une base française sur la côte du Pacifique de l'Amérique du Sud pour conquérir les mines d'argent du Pérou.

### Amérique du Sud

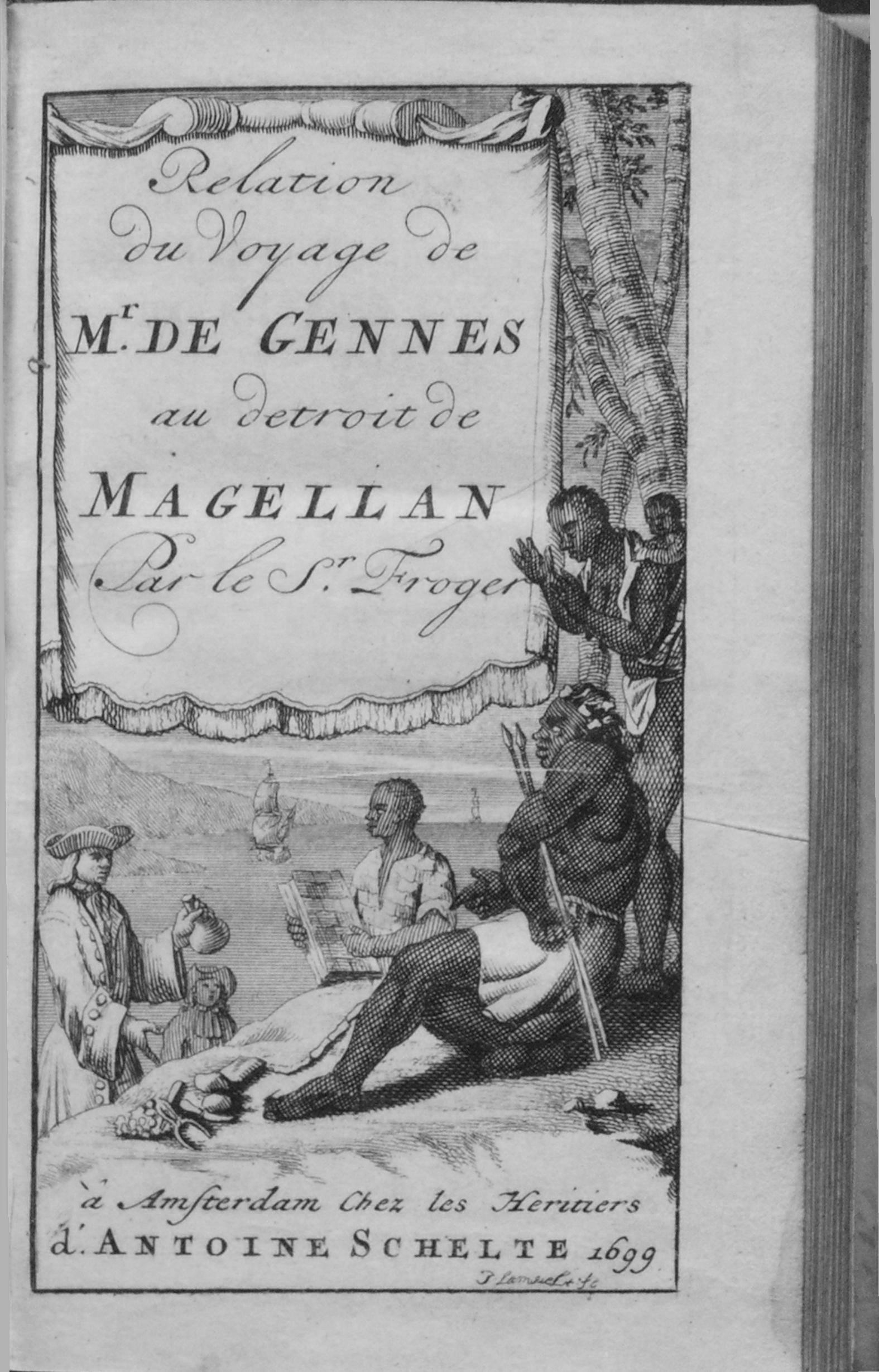
Page de titre "Relation d'un voyage fait en 1695, 1696 et 1697."

Une société comprenant 85 actionnaires est alors formée à la Cour dont Vauban, Villars, le duc de Chaulnes et le duc de Nevers, la princesse de Conti, la marquise de Montespan, a recueilli 183 833 livres tournois. Six navires se détache du convoi pour aller en Gambie puis à Cayenne] sont armés et partent de La Rochelle sous le commandement de de Gennes le 3 juin 1695. 
François Froger s'était fait l'historiographe de cette entreprise dans sa Relation d'un voyage fait en 1695, 1696, 1697. 
Il passe par Gorée le 4 juillet 1695. Le 13 août 1695, il est dans le fleuve de Gambie où il enlève le fort James tenu par les Anglais, il fait transporter les esclaves qu'il a trouvés dans les magasins anglais dans les îles françaises pour les vendre, en 1696. La fièvre avait jeté sur le flanc 250 hommes, le 24 août 1695 l'escadre mit à la voile pour le Brésil. Afin d'apporter quelques soulagements à ses malades, de Gennes relâcha aux îles du Cap-Vert.
Il a relâché dans la baie de Rio de Janeiro et arrive le 11 février 1696 à l'entrée du détroit de Magellan mais il tente deux fois de le franchir, sans succès à cause des vents. Il abandonne et va croiser plusieurs mois dans la mer des Antilles où il capture 5 bateaux anglais, dont le Didaper qu'il conduit au port de Saint-Pierre, à la Martinique. Ses bâtiments arrivent à La Rochelle le 21 avril, sauf celui de Porée qui arrive plus tard. Cette expédition n'est pas une réussite financière,,.  La mission revient sans avoir pu accomplir l'objet principal de sa mission.

### Le comté d'Oyac
Il est nommé chevalier de Saint-Louis en 1697. La Compagnie de la mer du Sud lui demande de commander une nouvelle expédition qui doit passer par le détroit de Magellan, mais les conditions posées ne le satisfaisant pas, il refuse. Le commandement de l'expédition a été donné à Jacques Gouin de Beauchêne (1697-1701).
A son retour en France, il sollicita une concession dans la Guyane, et le Roi Louis XIV, par lettres patentes du 19 juin 1697, lui accorda cent pas de terrain tout le long de la rivière d'Oyac, du côté des Amazones et jusqu'à sa source, pour en jouir à perpétuité, lui et ses descendants. 
Il cultiva sa concession avec soin, y fit beaucoup de dépense. Il y construisit des moulins à scier des bois. En considération de tous ces travaux et de l'intention qu'il avait d'établir deux batteries pour défendre l'entrée du Mahury, la demande qu'il fit au roi d'ériger sa concession en comté lui fut accordée par lettres datées de Versailles du mois de juillet 1698. 
Elles lui permettaient d'établir un juge pour rendre la justice, avec appel au Conseil Supérieur de la Martinique. Le roi lui accordait encore exemption du droit de capitation pour les esclaves qui travailleraient sur sa concession, jusqu'à la concurrence de 150.

### Les Antilles
Il est nommé gouverneur de l'île Saint-Christophe en 1699. Il n'avait pour la défendre qu'environ 90 habitants en état de porter les armes et quatre compagnies de soldats de marine, qui ne comptaient pas 160 hommes.
Au début de la guerre de Succession d'Espagne, les Anglais, commençant les hostilités sans déclaration de guerre préalable, expédièrent, au mois de juillet 1702, pour s'en emparer, quatre vaisseaux portant 1 200 hommes de débarquement, auxquels se joignirent autant de miliciens miliciens de la partie anglaise de l'ile. Le général Codrington le somme de se rendre. Après avoir demandé l'avis de ses officiers, il capitule devant les Anglais le16 juillet 1702.
Après avoir été retenu quelque temps comme otage, de Gennes fréta un bâtiment qui devait le transporter dans son Comté d'Oyac, avec les esclaves qu'on lui avait laissés. Il pensait qu'il aurait pu aussi se dispenser d'aller à La Martinique jusqu'à ce que la cour eût été informée de la nécessité où il avait été de capituler; mais n'ayant pu remonter au vent pour gagner Cayenne, et le terme de son passeport étant expiré, il fut pris par un corsaire hollandais, mené à Saint-Thomas, où il fut déclaré de bonne prise, puis conduit, au mois d'avril 1703, à la Martinique.

### Condamné, puis réhabilité
Il est ensuite enfermé à la Martinique où il a été accusé de trahison et de lâcheté devant l'ennemi. Charles François de Machault de Bellemont, capitaine de vaisseau et gouverneur général des Iles, lui fit faire son procès? La procédure fut longue et rigoureuse. De Gennes se défendit avec énergie, et son acquittement ne devait pas faire l'objet d'un doute; mais, comme il avait irrité ses adversaires en récusant trois de ses juges, et en convainquant de faux témoignage trois des individus qui avaient déposé contre lui, il fut condamné en août 1704, transféré, d'une façon dure, du Fort Saint-Pierre de la Martinique au Fort-Royal. Sa femme ne put obtenir de le voir qu'à la condition de partager sa captivité.
Il est dégradé de la noblesse et privé de la croix de Saint-Louis, puis libéré. Il écrit à Jérôme de Pontchartrain pour défendre son honneur. Il fit appel de ce jugement au conseil du roi, et prit à partie ses juges ainsi que le greffier du tribunal. 
Il a été ramené en France sur la Thétis avec les pièces de son procès, pour suivre son appel. La  Thétis est coulée par l'Exeter le 25 février 1705. L'équipage est conduit à Kinsale, en Irlande, et de Gennes est amené à Plymouth où il meurt en août 1705. Il a été défendu par le Père Labat. 
Il a été ensuite réhabilité par Louis XIV. Le roi accorda des pensions considérables a sa veuve et à ses enfants, et pour témoigner le cas qu'il faisait de de Gennes, ainsi que sa désapprobation de l'arrêt qui l'avait frappé, il lui conserva, dans les brevets de ces pensions, les titres de comte, de capitaine de vaisseau et de chevalier de Saint-Louis, avec cette honorable mention « que ces pensions avaient été accordées à sa famille, en raison de sa fidélité et de ses bons et agréables services ».